# San Francisco State University

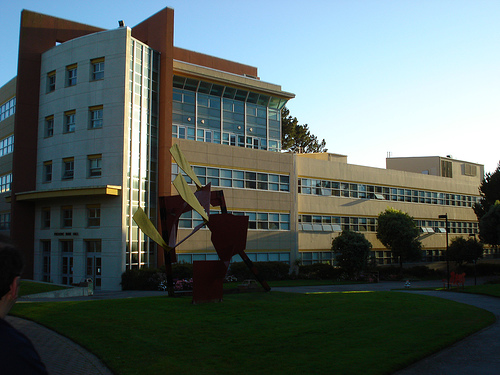
Burk Hall

San Francisco State University (vanligen kallat San Francisco State, SF State eller SFSU) är ett offentligt universitet som ligger i San Francisco i delstaten Kalifornien, USA. Universitetet etablerades 1899. Det är en del av California State University-systemet med 23 campus, erbjuder universitetet examen i över 100 ämnesområden. 